# Nikos Katsavakīs
Nikolaos Katsavakīs, detto anche Nikos (in greco: Νικόλαος "Νίκος" Κατσαβάκης; Serres, 16 maggio 1979), è un ex calciatore greco naturalizzato cipriota, di ruolo difensore.

## Carriera

### Club
In precedenza ha giocato nelle file di Veria FC, Kavala, Panserraikos FC, Digenis Akritas Morphou, Anorthōsis ed Apollōn Limassol.

### Nazionale
Ha esordito nella nazionale cipriota nel 2011.

## Statistiche

### Cronologia presenze e reti in nazionale
| Cronologia completa delle presenze e delle reti in nazionale ― Cipro | Cronologia completa delle presenze e delle reti in nazionale ― Cipro | Cronologia completa delle presenze e delle reti in nazionale ― Cipro | Cronologia completa delle presenze e delle reti in nazionale ― Cipro | Cronologia completa delle presenze e delle reti in nazionale ― Cipro | Cronologia completa delle presenze e delle reti in nazionale ― Cipro | Cronologia completa delle presenze e delle reti in nazionale ― Cipro | Cronologia completa delle presenze e delle reti in nazionale ― Cipro |
| Data                                                                 | Città                                                                | In casa                                                              | Risultato                                                            | Ospiti                                                               | Competizione                                                         | Reti                                                                 | Note                                                                 |
| -------------------------------------------------------------------- | -------------------------------------------------------------------- | -------------------------------------------------------------------- | -------------------------------------------------------------------- | -------------------------------------------------------------------- | -------------------------------------------------------------------- | -------------------------------------------------------------------- | -------------------------------------------------------------------- |
| 8-2-2012                                                             | Nicosia                                                              | Cipro                                                                | 0 – 2                                                                | Svezia                                                               | Torneo internazionale di Cipro                                       | -                                                                    |                                                                      |
| Totale                                                               |                                                                      | Presenze                                                             | 1                                                                    |                                                                      | Reti                                                                 | 0                                                                    |                                                                      |

## Palmarès

### Club

#### Competizioni nazionali
- Campionato cipriota: 2

Anorthosis: 2004-2005, 2007-2008
- Coppa di Grecia: 1

Anorthosis: 2006-2007
- Supercoppa di Cipro: 1

Anorthosis: 2007